# تيمور اكار
تيمور اكار (بالتركية: Timur Acar)‏ من مواليد 22 ديسمبر 1979 هو ممثل تركي من أصل جورجي، وهو يعمل في التمثيل منذ عام 2007.